# دانشکده داروسازی مشهد
دانشکده داروسازی دانشگاه علوم پزشکی مشهد یکی از دانشکده‌های داروسازی ایران وابسته به دانشگاه علوم پزشکی مشهد در مشهد است.

## تاریخچه
دانشکده داروسازی مشهد در سال ۱۳۵۰ بنیانگذاری شد. هم‌اکنون ریاست این دانشکده را بیژن ملائکه برعهده دارد.